# Devesa del Saler
La Devesa del Saler és un bosc mediterrani situat entre l'Albufera de València i la mar. Concretament arrenca a partir de la pedania del Saler, abraça la canal de l'Albufera i l'estany del Pujol i acaba a prop del Palmar.

## Flora i fauna

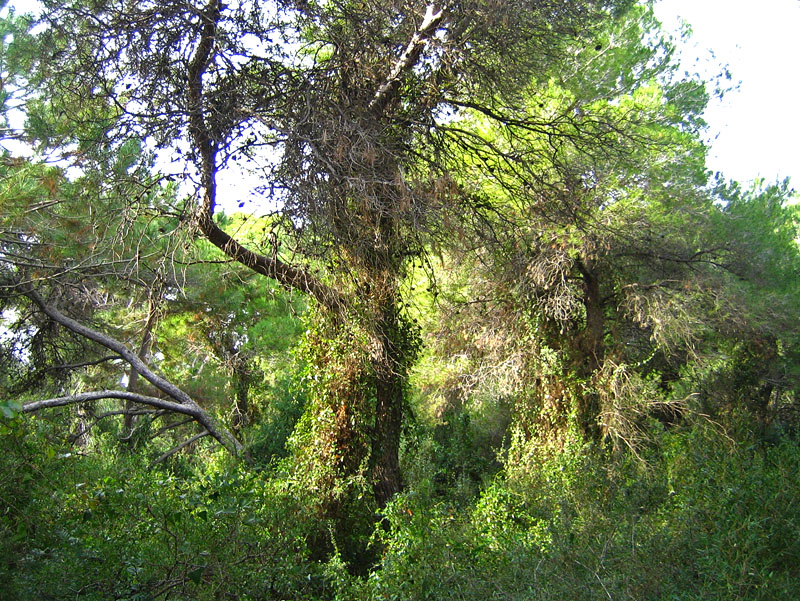
Vegetació típica.

La devesa és un bosc majorment de pins mediterranis, i en parts creix sobre les dunes. A la vora de la canal, o Gola del Pujol, i a la marjal al nord hi ha uns canyars estesos on es niuen les aus. Podem trobar importants llocs d'observació de la fauna, com ara l'Estany del Pujol, la marjal del Saler, o la mateixa albufera.

## Senderisme a la Devesa

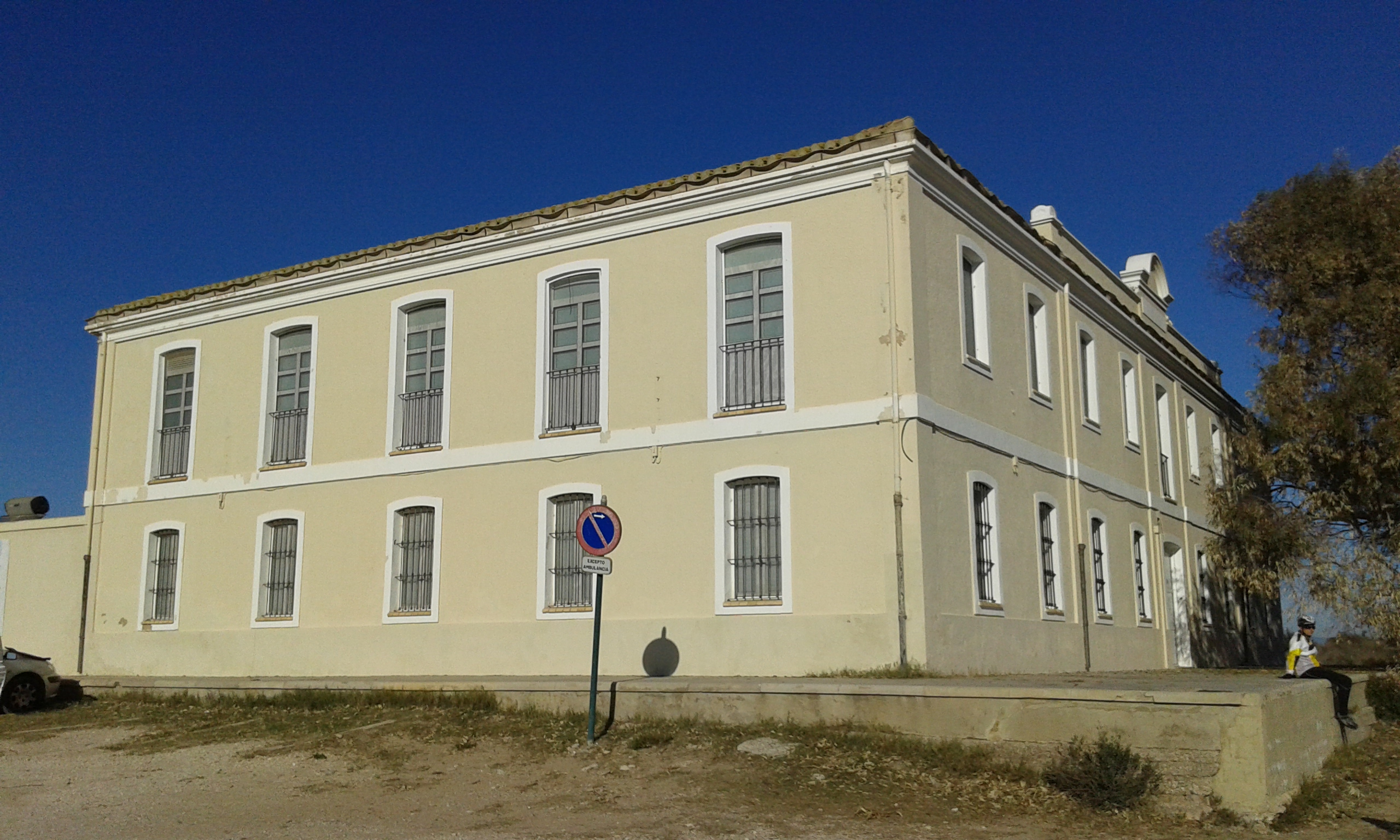
Casal d'Esplai

Compta amb una sèrie de rutes senderistes de caràcter local, variant entre els 500 metres i quatre quilòmetres. La majoria recorren la devesa del nord a sud. Al centre d'informació del parc a prop del Palmar, se'n pot trobar informació. La zona central, a la qual només s'hi pot accedir a peu, i a la que es troba el Casal d'Esplai, un casalot que l'Ajuntament utilitza per a organitzar activitats amb col·lectius diversos.

## Transport
Hi ha una línia de l'autobús metropolità que serveix el Saler i el Palmar que ix de València. La devesa es limita pel costat de l'oest per l'autovia del Saler (CV-500) que parteix de València i discorre, en part per dins de la devesa. D'aquesta mateixa via hi ha diversos camins que s'endinsen a la Devesa fins a la platja.

## La Gola del Pujol i l'Estany del Pujol

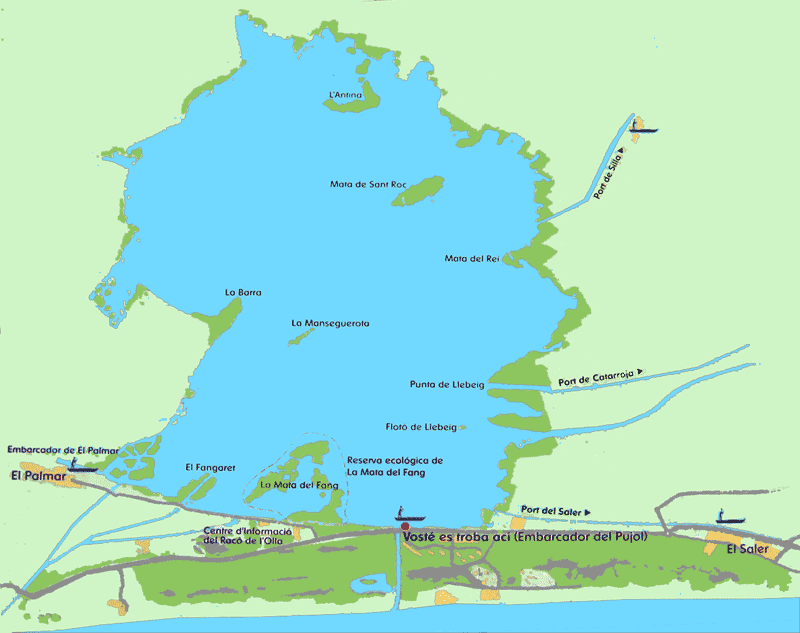
Plànol de l'Albufera i la Devesa.

L'Albufera es comunica amb la mar a través d'una canal de curta llargària, anomenada la Gola del Pujol. L'Aigua de l'Albufera és dolça i això es manté amb un pantà petit que controla l'eixida d'aigua i no hi permet l'entrada d'aigua salada. Als anys setanta, adjunt a la canal s'hi va construir un estany artificial on es poden observar aus.

## Platges
La devesa abasta dues platges, la del Saler (al nord de la Gola del Pujol) i la de la Devesa (al sud de la Gola del Pujol):

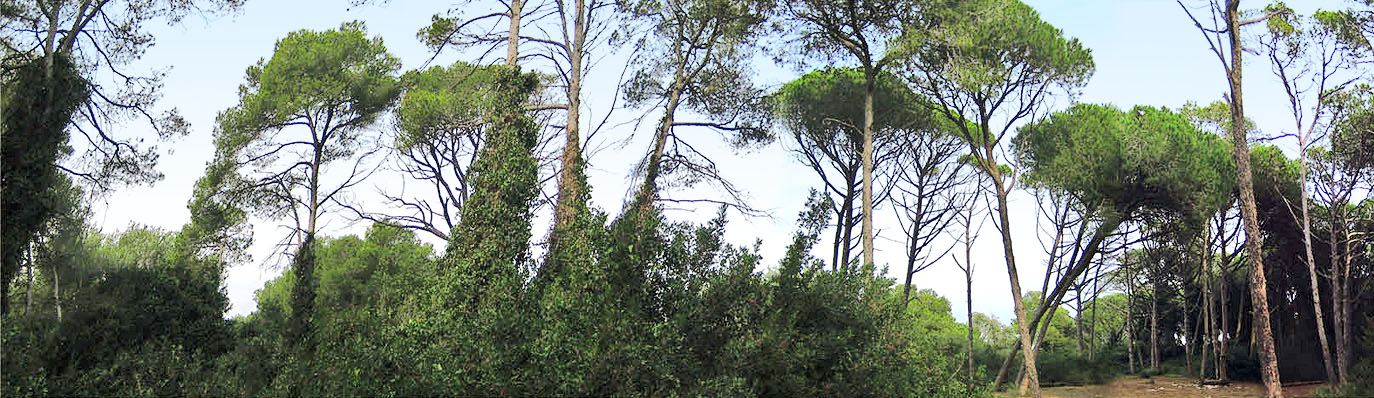
La Devesa del Saler